# 内沼 (新潟市)
内沼（うちぬま）は、新潟県新潟市北区の町字。郵便番号は950-3333。

## 概要
1889年（明治22年）から現在の大字。駒林川流域の自然堤防および福島潟低湿地に位置する。
もとは江戸時代から1889年（明治22年）まであった内沼村の区域の一部。
駒林川右岸の市道新鼻･新鼻甲･内沼線沿いの「内沼」、と県道55号･大通川沿いの「内沼沖」の2自治会で構成している。

### 隣接する町字
北から東回り順に、以下の町字と隣接する。
- 嘉山[注 1]
- 新鼻
- 阿賀野市高田
- 阿賀野市榎
- 大月
- 長場
- 浦木

## 歴史
幕末までに成立。

### 編入した村・新田
内沼新田地先（うちぬましんでんちさき）
明治初年の村名。駒林川右岸に位置し、内沼新田の地先に成立。1882年（明治15年）までに内沼村の一部となる。
内沼新村（うちぬましんむら）
1883年（明治16年）から1888年（明治21年）までの村名。駒林川と大通川に挟まれた地域に位置する。
1883年（明治16年）に里飯野新田地先が改称して成立し、1888年（明治21年）に内沼村の一部となる。
里飯野新田（さといいのしんでん）
1868年（明治元年）から1883年（明治16年）までの村名。
高田村新田地先（たかだむらしんでんちさき）
江戸時代から1889年（明治22年）までの村名。福島潟の南岸、大通川の右岸に位置する。
宝暦年間から十三人衆の請負開発が始められ、文化年間頃に成立したとされる。1889年（明治22年）に内沼村の一部となる。

### 年表
- 1889年（明治22年）4月1日 : 合併により嘉山村の大字となる。
- 1901年（明治34年）11月1日 : 合併により長浦村の大字となる。
- 1959年（昭和34年）7月22日 : 合併により豊栄町の大字となる。
- 1970年（昭和45年）11月1日 : 市制の施行により豊栄市の大字となる。
- 2005年（平成17年）3月21日 : 合併により新潟市の大字となる。
- 2007年（平成19年）4月1日 : 新潟市の政令指定都市移行により、北区の大字となる。

## 世帯数と人口
2018年（平成30年）1月31日現在の世帯数と人口は以下の通りである。
| 大字 | 世帯数  | 人口  |
| ---- | ------- | ----- |
| 内沼 | 177世帯 | 608人 |

## 小・中学校の学区
市立小・中学校に通う場合、学区は以下の通りとなる。
| 番地                                                                            | 小学校               | 中学校             |
| ------------------------------------------------------------------------------- | -------------------- | ------------------ |
| 156番地～2033番地 甲（全部） 乙（全部） 丁32番地〜丁33番地 丁809番地～丁881番地 | 新潟市立豊栄南小学校 | 新潟市立光晴中学校 |
| 丁580番地1～丁587番地1 丁765番地2 丁1464番地〜丁1465番地                        | 新潟市立葛塚東小学校 | 新潟市立葛塚中学校 |

## 交通

### 道路
- 新潟県道55号新潟五泉間瀬線